# حقوق الإنسان في ليسوتو
حقوق الإنسان في ليسوتو، بالإنجليزية Human rights in Lesotho- ليسوتو، هي دولة يبلغ عدد سكانها 2,067,000 نسمة، ومحاطة بالكامل بجنوب أفريقيا،  وهي قضية مثيرة للجدل. أعلنت منظمة فريدم هاوس في تقريرها عن الحرية في العالم لعام 2012م،  أن البلاد "حرة جزئيًا".  ووفقًا لمكتب الديمقراطية وحقوق الإنسان والعمل، في الولايات المتحدة، الذي يصدر تقارير سنوية عن حقوق الإنسان في البلاد، فإن القضايا الأكثر إلحاحًا في مجال حقوق الإنسان في ليسوتو، هي: التعذيب، وظروف السجون السيئة، وإساءة معاملة النساء والأطفال. 

## التاريخ والوضع السياسي
استقلت ليسوتو عن المملكة المتحدة في عام 1966م. وشهدت الفترة، منذ الاستقلال وحتى عام 1998م سلسلة من الانتخابات الملغاة، والانقلابات العسكرية. 
يوضح الجدول التالي تصنيفات ليسوتو منذ عام 1972م في تقارير الحرية في العالم، والتي تنشرها منظمة فريدم هاوس سنويًا. التقييم 1 يعني "حرة "؛ والتقييم 7 يعني "غير حرة".  1
| العام | الحقوق السياسية | الحريات المدنية | الحالة   | رئيس الحكومة2         |
| ----- | --------------- | --------------- | -------- | --------------------- |
| 1972  | 7               | 4               | غير حرة  | ليابوا جوناثان        |
| 1973  | 5               | 3               | حرة جزيًا | ليابوا جوناثان        |
| 1974  | 5               | 4               | حرة جزيًا | ليابوا جوناثان        |
| 1975  | 5               | 4               | حرة جزيًا | ليابوا جوناثان        |
| 1976  | 5               | 4               | حرة جزيًا | ليابوا جوناثان        |
| 1977  | 5               | 4               | حرة جزيًا | ليابوا جوناثان        |
| 1978  | 5               | 5               | حرة جزيًا | ليابوا جوناثان        |
| 1979  | 5               | 5               | حرة جزيًا | ليابوا جوناثان        |
| 1980  | 5               | 5               | حرة جزيًا | ليابوا جوناثان        |
| 1981  | 5               | 5               | حرة جزيًا | ليابوا جوناثان        |
| 19823 | 5               | 5               | حرة جزيًا | ليابوا جوناثان        |
| 1983  | 5               | 5               | حرة جزيًا | ليابوا جوناثان        |
| 1984  | 5               | 5               | حرة جزيًا | ليابوا جوناثان        |
| 1985  | 5               | 5               | حرة جزيًا | ليابوا جوناثان        |
| 1986  | 5               | 5               | حرة جزيًا | ليابوا جوناثان        |
| 1987  | 5               | 6               | حرة جزيًا | جوستين ليخانيا        |
| 1988  | 6               | 6               | غير حرة  | جوستين ليخانيا        |
| 1989  | 6               | 5               | غير حرة  | جوستين ليخانيا        |
| 1990  | 6               | 5               | غير حرة  | جوستين ليخانيا        |
| 1991  | 6               | 4               | حرة جزيًا | جوستين ليخانيا        |
| 1992  | 6               | 4               | حرة جزيًا | إلياس فيسوانا رامايما |
| 1993  | 3               | 4               | حرة جزيًا | إلياس فيسوانا رامايما |
| 1994  | 4               | 4               | حرة جزيًا | نتسو موخيلي           |
| 1995  | 4               | 4               | حرة جزيًا | نتسو موخيلي           |
| 1996  | 4               | 4               | حرة جزيًا | نتسو موخيلي           |
| 1997  | 4               | 4               | حرة جزيًا | نتسو موخيلي           |
| 1998  | 4               | 4               | حرة جزيًا | نتسو موخيلي           |
| 1999  | 4               | 4               | حرة جزيًا | باكبليتا موسيسيلي     |
| 2000  | 4               | 4               | حرة جزيًا | باكبليتا موسيسيلي     |
| 2001  | 4               | 4               | حرة جزيًا | باكبليتا موسيسيلي     |
| 2002  | 2               | 3               | حرة      | باكبليتا موسيسيلي     |
| 2003  | 2               | 3               | حرة      | باكبليتا موسيسيلي     |
| 2004  | 2               | 3               | حرة      | باكبليتا موسيسيلي     |
| 2005  | 2               | 3               | حرة      | باكبليتا موسيسيلي     |
| 2006  | 2               | 3               | حرة      | باكبليتا موسيسيلي     |
| 2007  | 2               | 3               | حرة      | باكبليتا موسيسيلي     |
| 2008  | 2               | 3               | حرة      | باكبليتا موسيسيلي     |
| 2009  | 3               | 3               | حرة جزيًا | باكبليتا موسيسيلي     |
| 2010  | 3               | 3               | حرة جزيًا | باكبليتا موسيسيلي     |
| 2011  | 3               | 3               | حرة جزيًا | باكبليتا موسيسيلي     |
| 2012  | 2               | 3               | حرة      | باكبليتا موسيسيلي     |
| 2013  | 2               | 3               | حرة      | توم ثابان             |
| 2014  | 2               | 3               | حرة      | توم ثابان             |
| 2015  | 3               | 3               | حرة جزيًا | توم ثابان             |
| 2016  | 3               | 3               | حرة جزيًا | باكبليتا موسيسيلي     |
| 2017  | 3               | 3               | حرة جزيًا | باكبليتا موسيسيلي     |
| 2018  | 3               | 3               | حرة جزيًا | توم ثابان             |
| 2019  | 3               | 3               | حرة جزيًا | توم ثابان             |
| 2020  | 3               | 3               | حرة جزيًا | توم ثابان             |
| 2021  | 3               | 3               | حرة جزيًا | مويكيتسي ماجورو       |
| 2022  | 2               | 3               | حرة      | مويكيتسي ماجورو       |
| 2023  | 2               | 3               | حرة      | سام ماتيكين           |

شهدت أوائل السبعينيات من القرن العشرين، اعتقال اللاجئين السياسيين الأعضاء في المؤتمر الوطني الأفريقي في أزانيا ـ وهي مجموعة منشقة عن المؤتمر الوطني الأفريقي ـ من جنوب أفريقيا. كما تم اعتقال نتسو موخيلي، زعيم حزب مؤتمر باسوتولاند (BCP)، بوصفه سجين سياسي.  وقد كشفت زيارة قامت بها جوان ليستور، البارونة ليستور من إكليس، نيابة عن منظمة العفو الدولية، عن احتجاز ما بين 90 إلى 100 عضو من الحزب الشيوعي البنغلاديشي. وقد تم إطلاق سراح معظمهم بحلول يناير 1972م.  وفي 6 يناير 1974م، أُلقي القبض على عشرين عضواً آخرين. وبعد الهجمات التي شنتها العصابات المسلحة على مراكز فرعية للشرطة في اليوم التالي، تم اعتقال المزيد من الأشخاص، ليصل العدد الإجمالي إلى أكثر من 170 شخصًا  وبالإضافة إلى ذلك، زعم حزب البنغلاديش المسيحي، أن الحكومة قتلت أكثر من 80 شخصًا بهدف الانتقام.  واجه العديد من المعتقلين تهمة الخيانة.  اعتبارًا من عام 1978م، كان هناك تسعة أعضاء من الحزب الشيوعي البنغلاديشي، لا يزالون محتجزين في سجن ماسيرو المركزي. 
بعد الاشتباكات والانفجارات بالقنابل في مايو 1979م، أصبح الوضع متوتراً مرة أخرى بين حزب البلقان الشيوعي والحزب الوطني الباسوتيالحاكم. بعد اغتيال الوزير" ليباتو مو" على يد المتمردين، بدأت وحدة الشرطة المتنقلة (PMU) في شن هجمات انتقامية، فاعتدت على المدنيين وقتلتهم في مقاطعة بوثا-بوث. وبحلول نهاية عام 1979م، فرَّ أكثر من 600 شخص إلى جنوب أفريقيا. وزعم هؤلاء اللاجئون السياسيون أن الحكومة، قتلت ما لا يقل عن خمسين شخصًا يشتبه في أنهم من أنصار المتمردين.  وشهد عام 1980م العديد من الاعتقالات السياسية، بما في ذلك اعتقال أربعة أساتذة، على الأقل، من الجامعة الوطنية في ليسوتو. 
وفي عام 1981م، وقعت سلسلة أخرى من الانفجارات، بما في ذلك انفجار في مطار موشوشو الأول الدولي . ونُسبت هذه الهجمات إلى الجناح العسكري المحظور للحزب الشيوعي البنغالي، وهو جيش تحرير ليسوتو. وردًا على ذلك، اقتحمت قوات حفظ السلام التابعة للبرلمان، وفقًا لما ورد، منزل بنيامين ماسيلو، رئيس المجلس المسيحي في ليسوتو. والذي نجا من الموت بأعجوبة، وهرب إلى الخارج، في حين قُتل حفيده في هذا الاقتحام. وبعد ذلك اختطفت قوات الدفاع الشعبي وقتلت إدغار موتوبا، وهو منتقد صريح للحكومة ورئيس تحرير صحيفة ليسلينيانا لا ليسوتو الأسبوعية. وقد تم العثور على جثته ملقاه  مع جثتي اثنين من أصدقائه. وقد كشفت زيارة قامت بها منظمة العفو الدولية في أواخر ذلك العام عن مقتل مواطنين آخرين.  وشهد عام 1982م تقارير عن تعذيب المعتقلين السياسيين، وظهور فرقة موت سياسية جديدة، تعرف باسم كويوكو .  وفي شهر ديسمبر دخلت قوات الدفاع الجنوب أفريقية إلى العاصمة ماسيرو ليلاً، وقتلت العديد من مسؤولي المؤتمر الوطني الأفريقي، بالإضافة إلى اثني عشر مواطناً من ليسوتو. وقد وردت أنباء عن وقوع ما لا يقل عن أربعين عملية قتل خارج نطاق القضاء، وكانت أغلبها ضد أشخاص عزل.  وبدأت الحكومة في ليسوتو، والتي شعرت بالقلق من احتمال وقوع هجمات أخرى من جانب جنوب أفريقيا، في نقل اللاجئين جواً إلى موزمبيق.  واستمرت التقارير عن التعذيب والاعتقال التعسفي في التسرب إلى العالم الخارجي على مدى العامين التاليين.
وبعد الانتخابات البرلمانية، التي أجريت عام 1998م، والتي منحت حزب مؤتمر ليسوتو من أجل الديمقراطية 79 مقعدًا من أصل 80 مقعدًا، بنسبة 60.5% فقط من الأصوات، اندلعت احتجاجات عنيفة، وتدخلت مجموعة التنمية لجنوب أفريقيا عسكريًا.  وتم إنشاء السلطة السياسية المؤقتة، والتي أدخلت نظام التمثيل النسبي المختلط، والذي تم تطبيقه لأول مرة في انتخابات عام 2002م. 
واستمرارًا للاضطرابات السياسية في البلاد، شهد شهر مايو 2011م، احتجاجات وإضرابات جماعية، بسبب الوضع الاقتصادي المتردي في ليسوتو. 

## القضايا الحالية (2008–)

### حقوق المرأة والأقليات

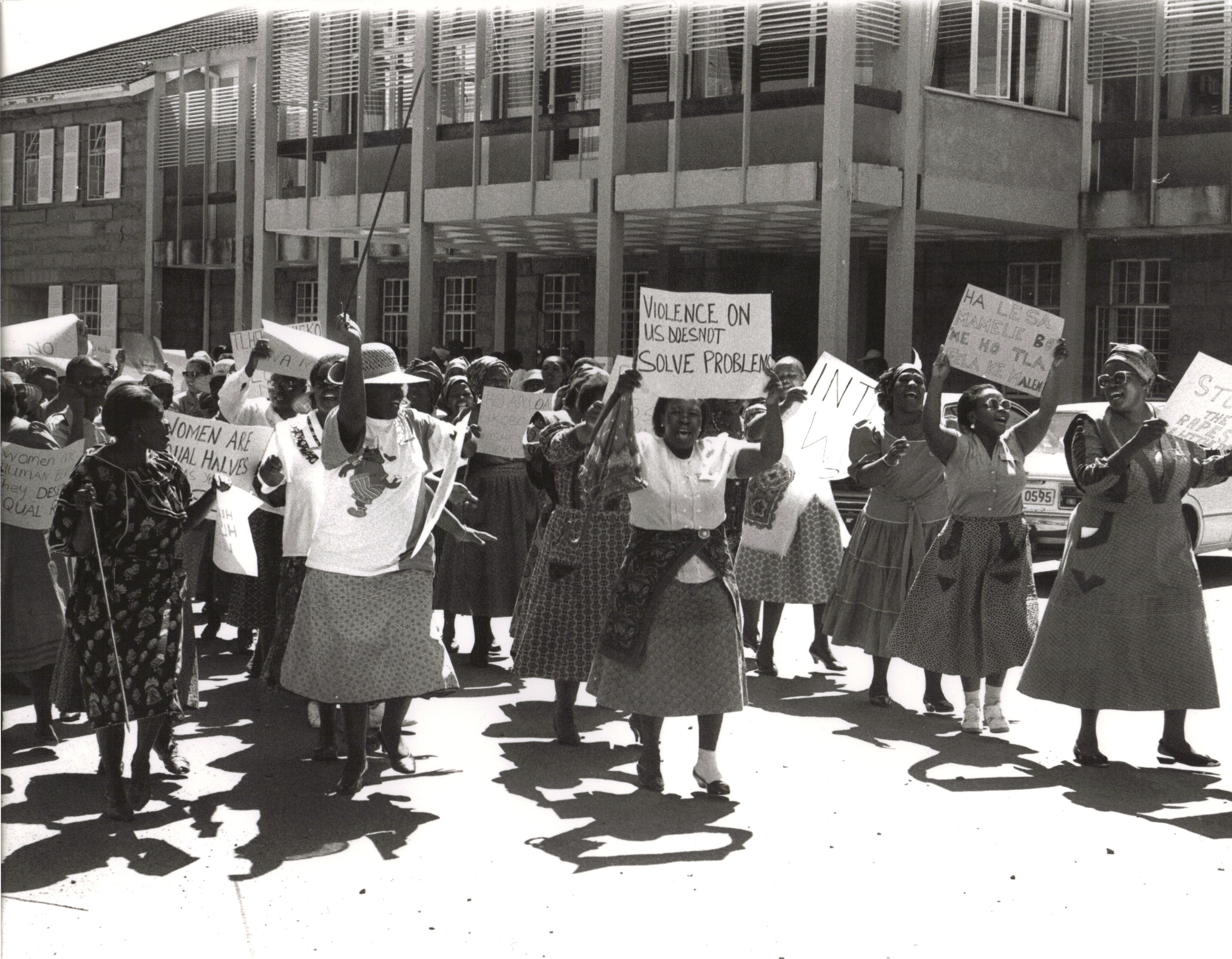
نساء ليسوتو يحتججن على العنف ضد المرأة في اليوم الوطني للمرأة في جامعة ليسوتو الوطنية.

حقوق المصابين بفيروس نقص المناعة البشرية/الإيدز، محمية بموجب القانون. تزعم شبكة ليسوتو للأشخاص المصابين بفيروس نقص المناعة البشرية/الإيدز، أن التمييز موجود ولكنه في انخفاض. 
من بين مقاعد الجمعية الوطنية الـ120 مقعدًا، تشغل النساء 29 مقعدًا، بما في ذلك رئيسة المجلس، وسبعة من أصل 19 وزيرًا. وهن يشكلن أيضًا سبعة من مقاعد مجلس الشيوخ في ليسوتو، والبالغ عددها 33 مقعدًا. كما أن نصف القضاة (العشرة) في المحكمة العليا، من الإناث. 
يوجد قانون خاص باللواط، ولكن يقال أنه لا يتم تطبيقه. وتعتبر المثلية الجنسية من المحرمات، ولكن هناك تقارير تفيد بأن مجموعة دعم المثليين "ماتريكس Matrix"، تعمل بحرية في جميع أنحاء البلاد. 
عمالة الأطفال منتشرة على نطاق واسع. 

### حرية الدين
يتم احترام حرية الدين في هذه البلاد، ذات الأغلبية المسيحية.

### حرية التعبير
حرية التعبير، محمية بموجب الدستور. 

#### الإعلام والرقابة
يمكن للصحف المستقلة، ومحطات الإذاعة انتقاد الحكومة بحرية دون أية عواقب.  تسيطر الحكومة على أكبر محطة إذاعية ومحطة التلفزيون، وهي الوحيدة لديها.  وأوقفت الدولة بث أربع محطات إذاعية خاصة، كانت تبث تقارير عن الاحتجاجات الجماهيرية في أغسطس2011م؛ وتم تبرير ذلك لاحقًا على أنه خطأ فني. 
يتم اللجوء إلى الرقابة الذاتية، بسبب دعاوى التشهير التي يرفعها وزراء الحكومة في بعض الأحيان. ولا توجد تقارير عن قيود حكومية على الإنترنت. 

### النظام القانوني
لم ترد أية تقارير حديثة عن اعتقالات تعسفية، أو اختفاءات سياسية قسرية. 

#### التعذيب
في حين يحظر الدستور في ليسوتو، استخدام التعذيب، إلا أن التقارير التي تتحدث عن استخدامه ما زالت نشطة.  وتوفي ما لا يقل عن ثلاثة سجناء أثناء احتجازهم لدى الشرطة في عام 2011م. وفي 3 مارس 2011م، ألقي القبض على زوجة تسيلسو ثاتجاني من ليثوتنج بمقاطعة ماسيرو، الذي يُفترض أنه سرق جهاز تلفزيون، ومشغل أقراص دي في دي، وأُبلغت الزوجة، بأنها لن يُطلق سراحها إلا بعد تسليم الزوج نفسه. وبعد أن سلم تسيلسو نفسه، ورد أنه تعرض للضرب بهراوة، وخنق بكيس بلاستيكي. قبل أن يُطلق سراحه. 

#### ظروف السجن
ذكرت تقارير أن سجن ماسيرو المركزي، يعاني من نقص في المواد الغذائية. ويُفترض أن الاغتصاب في السجون، منتشر على نطاق واسع،  ويُعتبر ذلك أمرًا خطيرًا للغاية، بسبب ارتفاع معدل الإصابة بفيروس نقص المناعة البشرية/الإيدز في البلاد،. ووفقًا لدائرة السجون في ليسوتو، فإن 60% من السجينات مصابات بفيروس نقص المناعة البشرية. 

## المعاهدات الدولية
تتمثل مواقف ليسوتو، بشأن المعاهدات الدولية لحقوق الإنسان في الآتي:
| المعاهدة                                                                          | المنظمة       | التقديم | التوقيع | المصادقة |
| --------------------------------------------------------------------------------- | ------------- | ------- | ------- | -------- |
| اتفاقية الإبادة الجماعية                                                          | الأمم المتحدة | 1948    | -       | 1974     |
| الاتفاقية الدولية للقضاء على جميع أشكال التمييز العنصري                           | الأمم المتحدة | 1966    | -       | 1971     |
| العهد الدولي الخاص بالحقوق الاقتصادية والاجتماعية والثقافية                       | الأمم المتحدة | 1966    | -       | 1992     |
| العهد الدولي الخاص بالحقوق المدنية والسياسية                                      | الأمم المتحدة | 1966    | -       | 1992     |
| البروتوكول الاختياري الأول للعهد الدولي الخاص بالحقوق المدنية والسياسية           | الأمم المتحدة | 1966    | -       | 2000     |
| اتفاقية عدم تقادم جرائم الحرب والجرائم ضد الإنسانية                               | الأمم المتحدة | 1968    | -       | -        |
| الاتفاقية الدولية لقمع جريمة الفصل العنصري والمعاقبة عليها                        | الأمم المتحدة | 1973    | -       | 1983     |
| اتفاقية القضاء على جميع أشكال التمييز ضد المرأة                                   | الأمم المتحدة | 1979    | 1980    | 1995     |
| اتفاقية مناهضة التعذيب                                                            | الأمم المتحدة | 1984    | -       | 2001     |
| اتفاقية حقوق الطفل                                                                | الأمم المتحدة | 1989    | 1990    | 1992     |
| البروتوكول الاختياري الثاني للعهد الدولي الخاص بالحقوق المدنية والسياسية          | الأمم المتحدة | 1989    | -       | -        |
| الاتفاقية الدولية لحماية حقوق جميع العمال المهاجرين وأفراد أسرهم                  | الأمم المتحدة | 1990    | 2004    | 2005     |
| البروتوكول الاختياري الملحق باتفاقية القضاء على جميع أشكال التمييز ضد المرأة      | الأمم المتحدة | 1999    | 2000    | 2004     |
| البروتوكول الاختياري بشأن اشتراك الأطفال في النزاعات المسلحة                      | الأمم المتحدة | 2000    | 2000    | 2003     |
| البروتوكول الاختياري بشأن بيع الأطفال وبغاء الأطفال والمواد الإباحية عن الأطفال   | الأمم المتحدة | 2000    | 2000    | 2003     |
| اتفاقية حقوق الأشخاص ذوي الإعاقة                                                  | الأمم المتحدة | 2006    | -       | 2008     |
| البروتوكول الاختياري لاتفاقية حقوق الأشخاص ذوي الإعاقة                            | الأمم المتحدة | 2006    | -       | -        |
| الاتفاقية الدولية لحماية كل الأشخاص من الاختفاء القسري                            | الأمم المتحدة | 2006    | 2010    | -        |
| البروتوكول الاختياري الملحق بالعهد الدولي للحقوق الاقتصادية والاجتماعية والثقافية | الأمم المتحدة | 2008    | -       | -        |
| البروتوكول الاختياري لاتفاقية حقوق الطفل بشأن إجراء الاتصالات                     | الأمم المتحدة | 2011    | -       | -        |

## ملحوظات
1.^لاحظ أن "السنة" تشير إلى "السنة المغطاة". ولذلك فإن المعلومات الخاصة بالعام 2008 مأخوذة من التقرير الذي نشر في عام 2009، وهكذا.
2.^^ اعتبارًا من 1 يناير.
3.^^ ويغطي تقرير عام 1982 عام 1981 والنصف الأول من عام 1982، ويغطي التقرير التالي لعام 1984 النصف الثاني من عام 1982 وكل عام 1983. ومن أجل تبسيط الأمور، تم تقسيم هذين التقريرين الشاذين اللذين يغطيان "عامًا ونصفًا" إلى ثلاثة تقارير مدتها عام واحد من خلال الاستيفاء.

## روابط خارجية
التقارير
- تقرير الدولة حول ممارسات حقوق الإنسان لعام 2011 الصادر عن وزارة الخارجية الأمريكية
- تقرير الحرية في العالم 2011 ، صادر عن منظمة فريدوم هاوس

المنظمات الدولية
- ليسوتو في منظمة العفو الدولية
- ليسوتو في هيومن رايتس ووتش
- ليسوتو في مكتب المفوض السامي للأمم المتحدة لحقوق الإنسان
- ليسوتو في اليونيسف
- ليسوتو في منتدى تبادل المعلومات حول حرية التعبير الدولي (IFEX)

المنظمات الوطنية
- وزارة العدل وحقوق الإنسان ومصلحة السجون